# Cenococcum
Cenococcum Moug. & Fr. – rodzaj grzybów z typu workowców (Ascomycota).

## Systematyka i nazewnictwo
Pozycja w klasyfikacji według Index Fungorum
Gloniaceae, Mytilinidiales, Pleosporomycetidae, Dothideomycetes, Pezizomycotina, Ascomycota, Fungi.
Gatunki występujące w Polsce
- Cenococcum geophilum Fr. 1829
- Cenococcum graniforme (Sowerby) Ferd. & Winge 1925

Nazwy naukowe na podstawie Index Fungorum. Wykaz gatunków według Mułenko i in.